# پخش زنده شنبه شب (فصل ۳۹)
شنبه‌شب‌ها زنده (به انگلیسی: Saturday Night Live) فصل سی و نهم خود را از شبکه ان‌بی‌سی از ۲۸ سپتامبر ۲۰۱۳ آغاز کرد.
در ۱۲ می ۲۰۱۳ ان‌بی‌سی اعلام کرد که مجری بخشِ اخبار آخرهفته، ست مایرز از سالِ ۲۰۱۴ جایگزین جیمی فالن در برنامه آخرِ شب خواهد شد و جیمی فالن نیز جایگیزین جی لنو در برنامه امشب خواهد شد. منابعِ خبر از حضور «ست» تا دسامبر در برنامه می‌کردند تا بعد به برنامه آخر شب برود. اگرچه لورن مایکلز اظهار کرد که «ست مایرز» تا انتهای فصل به عنوان مجری این بخش باقی خواهد ماند.
پیش از آغاز این فصل، برخی از قدیمی‌ها از برنامه جدا شدند. فرد آرمسن، بیل هیدر و جیسون سودیکس برنامه را ترک کردند. همچنین تیم رابینسون نیز که در فصل پیش بازیگرِ تازه بود نیز بخش اجرای برنامه را به قصدِ حضور در بخش نویسندگان را ترک کرد تا اولین نفری باشد که از بخش بازیگری به گروه نویسندگان پیوسته است.
لورن مایکلز، یکی از نویسندگان برنامه، مایکل پاتریک اوبراین را به عنوان بازیگر تازه به گروه اضافه کرد. به علاوه بک بنت، جان میلهرز، کالی مونی، نوئل ولز و نیز کمدین-سرپایی، بروکس ویلن را به برنامه اضافه کرد. ویلن به عنوان نویسنده نیز در این فصل کار می‌کند. فصل فعلی، بزرگترین استخدام بازیگران از فصلِ ۱۹۹۵ است که در آن زمان ۸ بازیگر به گروه اضافه شدند.
همچنین آیدی برایانت، کیت مکینن و سیسیلی استرانگ از بازیگر تازه‌کار به بازیگر دائم ارتقا یافتند. همچنین استرانگ به عنوان مجریِ همکار به بخشِ «اخبار آخرهفته» اضافه شد تا با خروجِ ست مایرز، جای وی را بگیرد.

## بازیگران
| بازیگران دائم - ونسا بایر - آید برایانت - تارن کیلم - کت مکینن - ست مایرز - بابی موینیهان - نسیم پدراد - جی فره - سیسیلی استرانگ - کینن تامپسون | بازیگران تازه - کالین جوست - بک بنت - جان میلهرز - کایل مونی - مایکا پاتریک اوبراین - نوئل ولز - بروکس ویلن |

ضحیم شده‌ها به عنوان مجری بخش اخبار آخرهفته هستند

## قسمت‌ها
| شماره | #  | میزبان(ها)    | میهمانِ موسیقایی | تاریخ پخش       | رتبه/بیننده |
| ----- | -- | ------------- | --------------- | --------------- | ----------- |
| ۷۴۶   | ۱  | تینا فی       | آرکید فایر      | ۲۸ سپتامبر ۲۰۱۳ | ۴٫۷/۱۲      |
| ۷۴۷   | ۲  | مایلی سایروس  | مایلی سایروس    | ۵ اکتبر ۲۰۱۳    | ن/م         |
| ۷۴۸   | ۳  | بروس ویلیس    | کیتی پری        | ۱۲ اکتبر ۲۰۱۳   | ن/م         |
| ۷۴۹   | ۴  | ادوارد نورتن  | ژانیل مونا      | ۲۶ اکتبر ۲۰۱۳   | ن/م         |
| ۷۵۰   | ۵  | کری واشینگتن  | امینم           | ۲ نوامبر ۲۰۱۳   | ۴٫۹/۱۲      |
| ۷۵۱   | ۶  | لیدی گاگا     | لیدی گاگا       | ۱۶ نوامبر ۲۰۱۳  | ۴٫۹/۱۲      |
| ۷۵۲   | ۷  | جاش هاتچرسون  | هیم             | ۲۳ نوامبر ۲۰۱۳  | ۴٫۱/۱۰      |
| ۷۵۳   | ۸  | پال رود       | وان دایرکشن     | ۷ دسامبر ۲۰۱۳   | ۴٫۹/۱۲      |
| ۷۵۴   | ۹  | جان گودمن     | کینگز اف لئون   | ۱۴ دسامبر ۲۰۱۳  | ن/م         |
| ۷۵۵   | ۱۰ | جیمی فالن     | جاستین تیمبرلیک | ۲۱ دسامبر ۲۰۱۳  | ۶٫۳/۱۶      |
| ۷۵۶   | ۱۱ | دریک          | دریک            | ۱۸ ژانویه، ۲۰۱۴ | ۴٫۷/۱۲      |
| ۷۵۷   | ۱۲ | جونا هیل      | باستیل          | ۲۵ ژانویه، ۲۰۱۴ | ۴٫۸/۱۲      |
| ۷۵۸   | ۱۳ | ملیسا مک‌کارتی | ایمجین دراگونز  | ۱ فویه ۲۰۱۴     | ۵٫۴/۱۳      |
| ۷۵۹   | ۱۴ | جیم پارسونز   | بک              | ۱ مارس ۲۰۱۴     | ۴٫۶/۱۲      |
| ۷۶۰   | ۱۵ | لنا دانم      | نشنال           | ۸ مارس ۲۰۱۴     | ۴٫۱/۱۱      |
| ۷۶۱   | ۱۶ | لوئیس سی.کی.  | سم اسممیت       | ۲۹ مارس ۲۰۱۴    | ۴٫۰/۱۰      |
| ۷۶۲   | ۱۷ | آنا کندریک    | فارل ویلیامز    | ۵ آوریل ۲۰۱۴    | ۴٫۰/۱۰      |
| ۷۶۳   | ۱۸ | ست روگم       | اد شیران        | ۱۲ آوریل ۲۰۱۴   | ن/م         |

## نام آهنگ‌ها
- ∗ Wrecking Ball
- ∗ We Can't Stop
- ∗ Reflektor
- ∗ Afterlife
- ∗Roar
- ∗Walking on Air
- ∗Only When I Walk Away
- ∗Pair of Wings
- ∗Started from the Bottom
- ∗Trophies
- ∗Hold On, We're Going Home
- ∗From Time
- ∗Pompeii
- ∗Oblivion
- ∗Radioactive
- ∗Demons
- ∗ Blue Moon
- ∗Wave
- ∗Graceless
- ∗Stay with Me
- ∗Lay Me Down
- ∗Happy